# Where Twilight Dwells
Albums de Midnattsol
Nordlys
(2008)
Where Twilight Dwells est le premier album du groupe germano-norvégien de folk/metal gothique Midnattsol, publié le 31 janvier 2005 par Napalm Records.
La chanson "Tapt av Håp" est inspirée de la Chanson de Solveig d'Edvard Grieg.
Les chansons "Dancing with the Midnight Sun" et "Desolation" sont des versions réenregistrées et renommées de "Dancing in the Midnight Sun" et "Desolate", inclus dans la démo 2003 Midnattsol.

## Historique
Where Twilight Dwells est une continuation de leur démo 2003, Midnattsol (sorti seulement en Allemagne), à partir de laquelle ses deux chansons ont été réenregistrées et renommées, ainsi que sa couverture fantomatique illustrée par Ingo Römling.  Le reste de l'album comprend neuf chansons précédemment inédites et originales, composées principalement par leur chanteuse principale, Carmen Ellise Espenæs.
Le son est essentiellement du métal symphonique avec des influences du folk metal et du power metal, ou "folk metal nordique", selon les propres mots du groupe, en raison des éléments folkloriques de leur musique et des paroles norvégiennes occasionnelles.  Leurs paroles sont largement basées sur des contes folkloriques norvégiens.

## Liste des chansons
Toutes les paroles écrites par Carmen Elise Espenæs, à l'exception de "Lament", de Christian Hector et "Tapt Av Håp", écrites par Henrik Ibsen.
| No  | Titre                         | Durée |
| --- | ----------------------------- | ----- |
| 1.  | Another Return                | 5:03  |
| 2.  | Lament                        | 4:07  |
| 3.  | Unpayable Silence             | 5:04  |
| 4.  | Haunted                       | 3:24  |
| 5.  | Desolation                    | 4:22  |
| 6.  | Enlightenment                 | 4:07  |
| 7.  | Tårefall                      | 4:23  |
| 8.  | Infinite Fairytale            | 4:46  |
| 9.  | På Leting                     | 4:07  |
| 10. | Dancing with the Midnight Sun | 3:58  |
| 11. | Tapt Av Håp                   | 7:56  |